# Ochropleura xanthiodes
Ochropleura xanthiodes är en fjärilsart som beskrevs av George Francis Hampson 1903. Ochropleura xanthiodes ingår i släktet Ochropleura och familjen nattflyn. Inga underarter finns listade i Catalogue of Life.